# Kurt Thiim
Kurt Thiim (3 augustus 1958, Denemarken) is een Deense autocoureur. In 1984 werd hij Duits Formule 3-kampioen. De laatste jaren is hij huiscoureur bij het tweemaandelijkse blad Supercar, een special van Auto Review.

## Prestaties
- 1975: Deens kartkampioen
- 1979: Formule-Super-V-kampioen in Scandinavië
- 1984: Duits Formule 3-kampioen
- 1986: DTM-kampioen (Rover 3500)
- 1992: 2de in DTM (Mercedes 190 E 2.5-16 Evo 2)